# Quando Eu For Grande, Quero Ir à Primavera
O livro Quando eu for grande, quero ir à Primavera é uma coletânea de textos, do educador português José Pacheco, idealizador e diretor aposentado da Escola da Ponte, Vila das Aves, Portugal.
O livro é prefaciado pelo também educador português Ademar Ferreira dos Santos, a quem Rubem Alves se refere em seus artigos sobre a Escola da Ponte.
A crônica que abre o livro, Quando eu for grande, quero ir à Primavera, discorre sobre as redações escolares e a recorrência de temas que se tornaram tradicionais, como a primavera, e sobre como isso afeta o imaginário infantil e a produção textual resultante.
Outras 35 crônicas juntam-se à primeira, formando um relato das experiências vividas pelo autor, em sua trajetória como professor desde meados da década de 70.
O conjunto de relatos aborda temas diversos, tais como: avaliação, métodos de ensino, relação professor-aluno, aspectos sócio-econômicos, sócio-culturais, dentre outros.
As crônicas representam um registro histórico da educação contemporânea, ao mesmo tempo que que suscitam uma reflexão sobre o papel do professor, da escola e da sociedade, no processo educativo.